# Stina Fischer
Stina Fischer, född 27 juli 1982 i Stockholm, är en svensk radioprogramledare, radioproducent, redaktör och reporter.

## Biografi
Stina Fischer är dotter till filmfotografen Jens Fischer och barnbarn till Gunnar Fischer samt brorsdotter till Peter Fischer. 
Fischer har studerat journalistvetenskap vid Stockholms universitet. 
Hon har gjort program för Uppdrag gransknings Kommungranskarna tillsammans med Mattias Jansson och Sophia Djiobaridis.